# Нікольське (Алтайський район)
Ні́кольське (рос. Никольское) — село у складі Алтайського району Алтайського краю, Росія. Входить до складу Куяганської сільської ради.

## Населення
Населення — 47 осіб (2010; 86 у 2002).
Національний склад (станом на 2002 рік):
- росіяни — 92 %